# Les Roquetes del Garraf
Les Roquetes del Garraf és una entitat singular de població situada al sud-oest del municipi de Sant Pere de Ribes (el Garraf). El 2019 tenia 12.488 habitants. Tot i que el topònim de Les Roquetes està documentat des del 1587 com una partida de terres agrícoles a tocar del torrent de la Fita, no va ser fins a finals de la dècada de 1950 que els primers roquetencs nouvinguts van començar a construir les primeres cases; normalment eren famílies obreres provinents d'altres lloc de l'Estat Espanyol que havien trobat feina a les fàbriques de Vilanova i la Geltrú.
Sense una planificació urbanística prèvia i una important manca de serveis i equipaments, Les Roquetes va créixer molt ràpidament al voltant d'uns pocs nuclis inicials; Masia Nova, Solicrup, la Cervereta, la Bòbila i entre els actuals carrers Sagunt i Barcelona.
Excepte la Masia Nova que quedava separada per la carretera C-246 i la riera de la Terrosa, la resta de nuclis van tendir a unir-se físicament quan l'Ajuntament de Sant Pere de Ribes va elaborar el "Plan Parcial de Ordenación Las Roquetas" que planificava l'obertura de carrers i un creixement ordenat, tot i que no solucionava en absolut la manca de serveis i equipaments.
Durant les dècades de 1960 i 1970 el veïnat va haver de reclamar i lluitar per aconseguir l'arribada de serveis i equipaments reforçant així mateix els lligams comunitaris i el sentiment de pertànyer a una societat amb una identitat pròpia.

## Geografia
Les Roquetes està situada al sud-oest del terme municipal de Sant Pere de Ribes; a nord limita amb la Vilanoveta, a l'est amb Els Cards, Els Colls-Miralpeix i Mas d'en Serra (Sant Pere de Ribes), al sud amb la Muntanyeta i el Mar Mediterrani i a l'oest amb Vilanova i la Geltrú.

## Història

### 1936-1939 La Guerra Civil a les Roquetes
Durant la Guerra Civil els voltants de Les Roquetes van formar part del camp agrícola a la rereguarda. Alguns fets notoris estan ben documentats als arxius locals; a Mas Solers s'hi va instal·lar un hospital de sang, a Solicrup una colònia de nens refugiats i la Bòbila Fita va ser col·lectivitzada. Al tractar-se d'una zona agrícola marginal entre els tres nuclis de població principals (Vilanova, Sitges i Sant Pere de Ribes) i la seva relativa proximitat amb vies de comunicació com la carretera c-246 o la via del ferrocarril, va servir com a refugi dels bombardejos, per a l'obtenció d'aliments i també, molt probablement, per persones que volien fugir d'aquests nuclis.

### 1939-1955 De la Guerra Civil als primers roquetencs nouvinguts
Fins a mitjans del segle XX les Roquetes van ser terres de conreu vinculades a Vilanoveta i d'altres masies, com la Masia Nova, Mas d'en Serra, Solicrup o Mas Pasqualí. L'agricultura roquetenca es basava en la vinya, les oliveres, els garrofers i alguns petits conreus d'horta vinculats als pocs masos habitats. Aprofitant la diferència en la cota de nivell, un ramal del canal del pantà del Foix permetia regar gran part d'aquestes terres des de principis del segle XX i pràcticament fins l'entrada del segle xxi, quan l'últim tram en actiu, el de Vilanoveta, va deixar de funcionar al urbanitzar-se els Cinc Pins i construir-se el Parc Central.
L'any 1946 quan el britànic Michael Leicester Tingle construeix la primera casa, "Las Golondrinas", a la finca hi planta fruiters i patates. No tot eren camps agrícoles, al voltant de Les Roquetes hi havien unes poques indústries; la Ladrillería Moderna S.A. o bòbila Fita, la bòbila Roca, la bòbila d'en Putarga. Tot i que la principal via de comunicació era la C-246, els primers roquetencs van fer servir sovint la trama de camins agrícoles antics preexistents, com el camí ral de la Geltrú a Sitges, o el camí de Solicrup ja que la deficiència en les comunicacions va ser un dels primers entrebancs que van haver de superar.
L'arribada dels primers roquetencs portà la construcció de cases, sovint amb un petit hort per consum propi, moltes vegades a la part del darrere de la parcel·la. Durant molts anys les vinyes formaren part del paisatge roquetenc, les situades a tocar de Els Cinc Pins i la Vilanoveta van ser les darreres a desaparèixer, a la primera del segle XXI. Un petit homenatge a aquest passat vitivinícola és la Vinya d'en Petaca, la plaça que acull les dependències de l'Ajuntament de Sant Pere de Ribes a les Roquetes. Cal dir, però, que Petaca era el malnom que tenia el seu propietari i que en realitat se'l coneixia com en Tabaco.

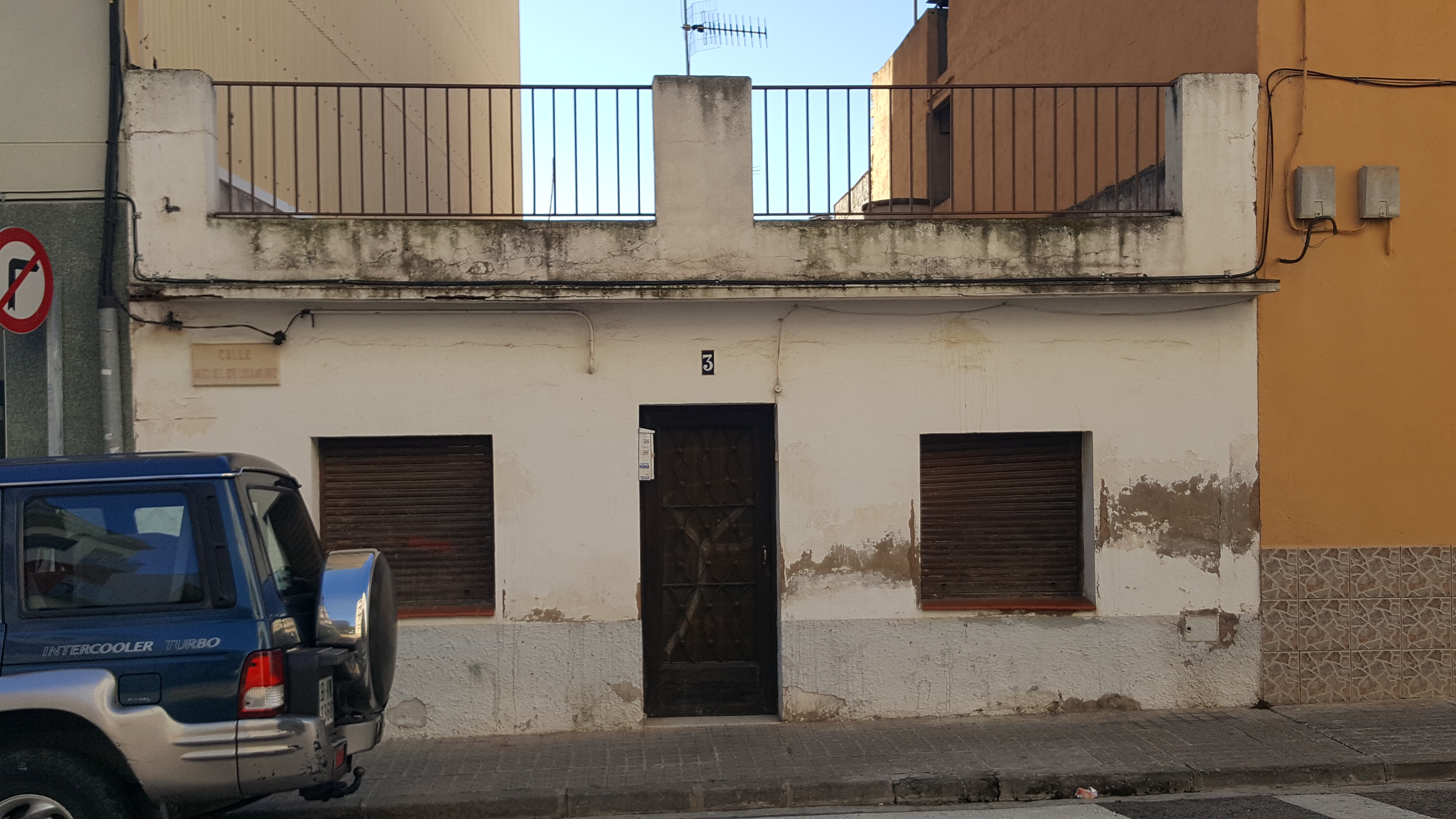
Exemple de la típica casa de Les Roquetes situada al carrer Miguel de Unamuno.

A la dècada de 1950 es produeix a Espanya una fase de desenvolupament econòmic que, amb els "Planes de Desarrollo" dels anys seixanta trencaren l'aïllament del país. En aquest moment, les fàbriques i indústries ja existents a la comarca, en els sectors del tèxtil i el metall principalment, i d'altres de productes químics com la Pirelli, augmenten el nombre de treballadors i a la vegada es creen noves indústries. El boom del turisme afavoreix altres sectors: la construcció augmenta les contractes d'obres i això incrementa la necessitat de treballadors en aquest ram. A l'hostaleria també cal personal per cobrir les necessitats de la temporada d'estiu.
Tot plegat dona lloc a un considerable creixement de la població a la comarca del Garraf; l'oferta de nous habitatges no augmenta proporcionalment als immigrants que arriben. Pels voltants de 1955 a la Masia Nova i poc després a Solicrup, terres que ja no eren rendibles per a l'explotació agrícola, es parcel·len i es venen a preus força assequibles als treballadors vinguts d'altres llocs i ells mateixos construeixen les seves cases cases, sense els principals serveis d'aigua, llum i clavegueram o equipaments com escoles, ambulatoris.
Cap al 1964 la situació era d'urbanització incontrolada i augment constant de la construcció de noves cases com a horts familiars que es convertien en l'habitatge definitiu. Per legalitzar la situació s'inicia l'elaboració d'un Pla Parcial. El 1968, una vegada aplicat el Pla Parcial i legalitzada la qüestió urbanística, amb el consegüent traçat dels carrers i places, els promotors començaren a construir blocs de pisos més petits i més grans, cases unifamiliars i la resta de tipus d'habitatge que compon la imatge urbana actual.
Al mateix temps s'instal·laven comerços i serveis de tota classe: caixes d'estalvis, bancs, bars i restaurants, botigues, església, farmàcies, escoles, ambulatori, dentistes, perruqueries, oficina de correus, tallers d'arquitectura, immobiliàries, forns de pa, autoescoles, tallers mecànics i altres.
Durant l'últim quinquenni, s'han desenvolupat noves infraestructures com la zona de vianants, el nou edifici institucional i estan en marxa diversos plans urbanístics a zones de l'Eixample.
Durant els anys 90 i el primer decenni del segle XXI les Roquetes desplega una gran activitat microeconòmica, amb centenars d'empreses, comerços i professionals establerts al nucli, esdevenint el pol comercial més important del municipi.

## Comunicacions
L'entitat de població està situada al bell mig de la comarca, dins del terme de Sant Pere de Ribes, entre els municipis de Sitges i Vilanova i la Geltrú, amb el qual té continuïtat urbana en l'actualitat.
Les comunicacions des de Les Roquetes són ràpides per autopista amb Barcelona i Tarragona amb accés a la C-32 a 3 km, i, a 14 km, amb l'AP-7 a través de Vilafranca del Penedès. La comarcal C-31 amb comunicació amb Barcelona i Tarragona es troba a la mateixa sortida de la població.
Els transports públics connecten amb totes les poblacions dels voltants, ja sigui per autobús amb parades dintre de la població i amb destinació a Barcelona, Aeroport del Prat, Vilanova i la Geltrú, l'Hospital de Sant Camil, Ribes, Sitges; ja sigui per ferrocarril a través de les estacions properes de Vilanova i la Geltrú i Sitges.
Les distàncies als nuclis urbans veïns i altres, des de Les Roquetes del Garraf són les següents,
Vilanova i la Geltrú 2 km, Sant Pere de Ribes 6 km, Sitges 8 km, Cubelles 7 km, Canyelles 8 km, Olivella 12 km, Vilafranca del Penedès 16 km, Aeroport del Prat 35 km, Barcelona 43 km i Tarragona 47 km.
Celebra la Festa Major d'Hivern per Santa Eulàlia de Barcelona i la Festa Major d'Estiu per Sant Joan.